# 3060 Delcano
3060 Delcano è un asteroide della fascia principale. Scoperto nel 1982, presenta un'orbita caratterizzata da un semiasse maggiore pari a 2,2779209 UA e da un'eccentricità di 0,1768758, inclinata di 7,26048° rispetto all'eclittica.